# Yukarıkaleoba, İvrindi
Yukarıkaleoba là một xã thuộc huyện İvrindi, tỉnh Balıkesir, Thổ Nhĩ Kỳ. Dân số thời điểm năm 2010 là 139 người.